# Edgar Nelson Rhodes
Pour les articles homonymes, voir Rhodes (homonymie).
Edgar Nelson Rhodes (né le 5 janvier 1877, mort le 5 mars 1942) est un homme politique canadien. Il fut député à la Chambre des communes du Canada avant d'être élu premier ministre de la Nouvelle-Écosse. Il a ensuite été nommé au Sénat du Canada, où il a siégé jusqu'à sa mort en 1942.